# الاتحاد الأيبيري اللاسلطوي

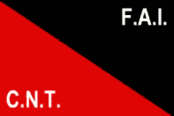

الاتحاد الأيبيري اللاسلطوي (بالإسبانية: Federación Anarquista Ibérica)‏ أو FAI، هو منظمة إسبانية لاسلطوية (نقابية لاسلطوية وشيوعية لاسلطوية) وهي من المتشددين بين الجماعات المتقاربة في الاتحاد الوطني للعمل CNT. غالباً ما تختصر التسمية إلى CNT-FAI بسبب العلاقة الوثيقة بين المنظمتين. ينشر الاتحاد دورية تييرا إي ليبرتاد.